# Today (Melanie Brown)
Today è il primo e unico singolo estratto dal secondo album della cantante britannica Melanie Brown, L.A. State of Mind.
Il singolo è stato pubblicato il 13 giugno 2005 per l'etichetta discografica Amber Cafè canzone ha ricevuto un bassissimo airplay nelle radio e nelle televisioni. Lo scarso interesse del pubblico verso questa pubblicazione portò la cantautrice ad abbandonare la promozione del suo secondo album.

## Tracce
- UK CD

1. "Today" - 3:16
2. "Bad Girl" - 3:25

- UK CD2

1. "Today" - 3:16
2. "Music Of The Night (Perdido)" - 3:48
3. "Today" (Music video)

## Classifiche
| Classifica  | Posizione |
| ----------- | --------- |
| Regno Unito | 41        |